# Liste der Kulturdenkmale in Wyk auf Föhr
In der Liste der Kulturdenkmale in Wyk auf Föhr sind alle Kulturdenkmale der schleswig-holsteinischen Gemeinde Wyk auf Föhr (Kreis Nordfriesland) aufgelistet (Stand: 30. Juni 2025).

## Legende
In den Spalten befinden sich folgende Informationen:
- Objekt-ID: die Nummer des Kulturdenkmales
- Lage: die Adresse des Kulturdenkmales und die geographischen Koordinaten. Kartenansicht, um Koordinaten zu setzen. In der Kartenansicht sind Kulturdenkmale ohne Koordinaten mit einem roten Marker dargestellt und können in der Karte gesetzt werden. Kulturdenkmale ohne Bild sind mit einem blauen Marker gekennzeichnet, Kulturdenkmale mit Bild mit einem grünen Marker.
- Offizielle Bezeichnung: Bezeichnung des Kulturdenkmales
- Beschreibung: die Beschreibung des Kulturdenkmales
- Bild: ein Bild des Kulturdenkmales

## Sachgesamtheiten
| Objekt-ID      | Lage                                  | Offizielle Bezeichnung | Beschreibung | Bild                             |
| -------------- | ------------------------------------- | ---------------------- | --- | -------------------------------- |
| 40666 Wikidata | Boldixum (54° 41′ 45″ N, 8° 33′ 1″ O) | Kirche St. Nicolai     | Aktualisierung vorgesehen - Begründung: geschichtlich, künstlerisch, städtebaulich, Kulturlandschaft prägend - Schutzumfang: Kirche St. Nicolai mit Ausstattung, Kirchhof mit Steinwall, Grabmale bis 1870 | weitere Fotos \| Fotos hochladen |

## Bauliche Anlagen
| Objekt-ID      | Lage                                          | Offizielle Bezeichnung             | Beschreibung | Bild                             |
| -------------- | --------------------------------------------- | ---------------------------------- | --- | -------------------------------- |
| 24359 Wikidata | Badestraße 52 (54° 41′ 12″ N, 8° 33′ 47″ O)   | Friesenmuseum: Scheune aus Midlum  | Die Scheune diente zur Lagerung von Getreide, sowie zur Aufbewahrung von landwirtschaftlichen Geräten. Zwei große Tore an den Giebelseiten erlaubten die Durchfahrt der beladenen Erntewagen. Im hinteren Drittel der Scheune besteht der Fußboden aus einem gestampften glatten Lehmboden, auf dem das eingebrachte Korn mit dem Dreschflegel per Hand ausgeschlagen wurde. Alteintragung (Aktualisierung vorgesehen) - Begründung: Alteintragung (Aktualisierung vorgesehen) - Schutzumfang: Alteintragung (Aktualisierung vorgesehen) - Denkmaltyp: Bauliche Anlage | weitere Fotos \| Fotos hochladen |
| 1510           | Boldixum (54° 41′ 45″ N, 8° 33′ 1″ O)         | Kirche St. Nicolai mit Ausstattung | Romanisches Kirchengebäude mit gotischen und barocken Erweiterungen. Die evangelisch-lutherische Kirche St. Nicolai in Boldixum (zu Wyk auf Föhr), Nordfriesland, Schleswig-Holstein, gehört und dient einer lutherischen Gemeinde der Nordelbischen Evangelisch-Lutherischen Kirche. Alteintragung (Aktualisierung vorgesehen) - Begründung: geschichtlich, künstlerisch, städtebaulich - Schutzumfang: gesamtes Objekt - Denkmaltyp: Bauliche Anlage, Sachgesamtheit: Kirche St. Nicolai                                                                             | weitere Fotos \| Fotos hochladen |
| 766 Wikidata   | Farnweg 1 (54° 40′ 56″ N, 8° 32′ 48″ O)       | Nordseekurhof: Rundbau             | Der Rundbau gehört zu den Immobilien der ehemaligen Nordsee-Kurhof AG. Das unter Denkmalschutz stehende ehemalige „Caddy“-Haus des Golfclubs wurde 1898 in einer Oktaederform erbaut und in letzter Zeit von Grund auf restauriert. Es dient heute als Ferienhaus. Alteintragung (Aktualisierung vorgesehen) - Begründung: Alteintragung (Aktualisierung vorgesehen) - Schutzumfang: Alteintragung (Aktualisierung vorgesehen) - Denkmaltyp: Bauliche Anlage | weitere Fotos \| Fotos hochladen |
| 12534 Wikidata | Fehrstieg 45 a (54° 40′ 53″ N, 8° 32′ 16″ O)  | Sommerhaus                         | Das Haus Rohwer liegt unmittelbar am Südstrand von Wyk. Es wurde 1926 als Vollholzhaus errichtet, aufwendig renoviert und mit einem neuen Reetdach versehen. Es dient heute als Ferienhaus. Alteintragung (Aktualisierung vorgesehen) - Begründung: wissenschaftlich, künstlerisch - Schutzumfang: gesamtes Objekt - Denkmaltyp: Bauliche Anlage | weitere Fotos \| Fotos hochladen |
| 765 Wikidata   | Ginsterweg 5 (54° 40′ 51″ N, 8° 32′ 47″ O)    | Nordseekurhof: Haus „Otto“         | Das Haus Otto gehört zu den Immobilien der ehemaligen Nordsee-Kurhof AG. Die Gestaltung und Architektur lehnt sich an das Hauptgebäude des Nordseesanatoriums von Dr. Gmelin an, Architekt: August Endell. Es dient heute als Ferienhaus. Alteintragung (Aktualisierung vorgesehen) - Begründung: Alteintragung (Aktualisierung vorgesehen) - Schutzumfang: Alteintragung (Aktualisierung vorgesehen) - Denkmaltyp: Bauliche Anlage | weitere Fotos \| Fotos hochladen |
| 20677 Wikidata | Gmelinstraße 25 (54° 40′ 52″ N, 8° 32′ 53″ O) | Holzhaus „Einsiedel“               | Alteintragung (Aktualisierung vorgesehen) - Begründung: Alteintragung (Aktualisierung vorgesehen) - Schutzumfang: Alteintragung (Aktualisierung vorgesehen) - Denkmaltyp: Bauliche Anlage | weitere Fotos \| Fotos hochladen |
| 20679 Wikidata | Gmelinstraße 25 (54° 40′ 52″ N, 8° 32′ 51″ O) | Holzhaus „Ludwig“                  | Alteintragung (Aktualisierung vorgesehen) - Begründung: Alteintragung (Aktualisierung vorgesehen) - Schutzumfang: Alteintragung (Aktualisierung vorgesehen) - Denkmaltyp: Bauliche Anlage | weitere Fotos \| Fotos hochladen |
| 20680 Wikidata | Gmelinstraße 25 (54° 40′ 51″ N, 8° 32′ 53″ O) | Holzhaus „Conrad“                  | Alteintragung (Aktualisierung vorgesehen) - Begründung: Alteintragung (Aktualisierung vorgesehen) - Schutzumfang: Alteintragung (Aktualisierung vorgesehen) - Denkmaltyp: Bauliche Anlage | weitere Fotos \| Fotos hochladen |
| 20681 Wikidata | Gmelinstraße 25 (54° 40′ 50″ N, 8° 32′ 51″ O) | Holzhaus „Fritz“                   | Alteintragung (Aktualisierung vorgesehen) - Begründung: Alteintragung (Aktualisierung vorgesehen) - Schutzumfang: Alteintragung (Aktualisierung vorgesehen) - Denkmaltyp: Bauliche Anlage | weitere Fotos \| Fotos hochladen |
| 20682 Wikidata | Gmelinstraße 25 (54° 40′ 52″ N, 8° 33′ 1″ O)  | Holzhaus „Kehrwieder“              | Alteintragung (Aktualisierung vorgesehen) - Begründung: geschichtlich, städtebaulich - Schutzumfang: Alteintragung (Aktualisierung vorgesehen) - Denkmaltyp: Bauliche Anlage | weitere Fotos \| Fotos hochladen |
| 20683 Wikidata | Gmelinstraße 25 (54° 40′ 51″ N, 8° 33′ 0″ O)  | Holzhaus „Irene“                   | Alteintragung (Aktualisierung vorgesehen) - Begründung: Alteintragung (Aktualisierung vorgesehen) - Schutzumfang: Alteintragung (Aktualisierung vorgesehen) - Denkmaltyp: Bauliche Anlage | weitere Fotos \| Fotos hochladen |
| 20684 Wikidata | Gmelinstraße 25 (54° 40′ 50″ N, 8° 32′ 58″ O) | Holzhaus „Hedwig“                  | Alteintragung (Aktualisierung vorgesehen) - Begründung: Alteintragung (Aktualisierung vorgesehen) - Schutzumfang: Alteintragung (Aktualisierung vorgesehen) - Denkmaltyp: Bauliche Anlage | weitere Fotos \| Fotos hochladen |
| 794 Wikidata   | Große Straße (54° 41′ 26″ N, 8° 34′ 4″ O)     | Glockenturm                        | Der Wyker Glockenturm wurde am 18. Juli 1886 fertiggestellt. Er gilt als das Wahrzeichen der Stadt Wyk auf Föhr. Er diente dazu um in früheren Zeiten die die Einwohner von Wyk bei Gefahr durch das Läuten der Glocken zu warnen. Gebaut wurde er weil die Glocken der St. Nicolai Kirche in Boldixum nur bei günstigen Windverhältnissen zu hören waren. Alteintragung (Aktualisierung vorgesehen) - Begründung: geschichtlich, städtebaulich - Schutzumfang: gesamtes Objekt - Denkmaltyp: Bauliche Anlage                                                          | weitere Fotos \| Fotos hochladen |
| 53588          | Hafenstraße 5 (54° 41′ 29″ N, 8° 34′ 7″ O)    | Wohn- und Geschäftshaus            | Wohn- und Geschäftshaus; um 1896; zweigeschossiger Backsteinbau mit Walmdach, reiche Putz- und Backsteingliederung - Schutzumfang: Wohn- und Geschäftshaus - Begründung: Geschichtlich, Künstlerisch, Städtebaulich | BW                               |
| 775            | Harde 3 (54° 41′ 46″ N, 8° 33′ 24″ O)         | Wohnhaus                           | Wohnhaus; vermutlich 19. Jh.; kleiner eingeschossiger Backsteinbau mit reetgedecktem Halbwalmdach, um 1930/40 Bauerweiterung in angepassten Formen mit Satteldach über Eck - Begründung: geschichtlich, städtebaulich - Schutzumfang: gesamtes Objekt - Denkmaltyp: Bauliche Anlage | BW                               |
| 784 Wikidata   | Holm 18 (54° 41′ 50″ N, 8° 33′ 13″ O)         | Wohnhaus                           | Das Kapitän Knudsen Haus ist ein reetgedecktes Kapitänshaus. Es dient heute als Ferienhaus. Alteintragung (Aktualisierung vorgesehen) - Begründung: Alteintragung (Aktualisierung vorgesehen) - Schutzumfang: Alteintragung (Aktualisierung vorgesehen) - Denkmaltyp: Bauliche Anlage | weitere Fotos \| Fotos hochladen |
| 768 Wikidata   | Mühlenstraße 33 (54° 41′ 10″ N, 8° 34′ 2″ O)  | Windmühle Venti Amica              | Die Windmühle Venti Amica (Freundin des Windes) ist eine Galerieholländerwindmühle, Baujahr 1879. Dort lebte die Föhrer Heimatdichterin Stine Andresen (1849–1927) mit ihrem Mann dem Müller Emil Andresen von 1879 bis 1896. Windmühle Venti Amica; 1879; Mühlenbauer Peter Hinrich Suhr; zweistöckiger Galerieholländer mit Segelflügeln und Windrose - Begründung: geschichtlich, Kulturlandschaft prägend - Schutzumfang: Windmühle Venti Amica, - Denkmaltyp: Bauliche Anlage                                                                                     | weitere Fotos \| Fotos hochladen |
| 2721 Wikidata  | Rebbelstieg 34 (54° 41′ 14″ N, 8° 33′ 44″ O)  | Dr.-Carl-Häberlin-Friesen-Museum   | Dr.-Carl-Häberlin-Friesen-Museum; 1908, Architekt Heinrich Bomhoff; eingeschossiger Backsteinbau im Heimatschutzstil auf gegliedertem Grundriss mit ausgebautem Dachgeschoss und reetgedeckten Halbwalmdächern, diverse spätere Anbauten - Begründung: geschichtlich, wissenschaftlich, künstlerisch, städtebaulich, Kulturlandschaft prägend - Schutzumfang: Dr.-Carl-Häberlin-Friesen-Museum - Denkmaltyp: Bauliche Anlage | weitere Fotos \| Fotos hochladen |
| 55462 Wikidata | Rebbelstieg 55 (54° 41′ 26″ N, 8° 33′ 32″ O)  | Kath. Kirche St. Marien            | Kath. St. Marien Kirche; 1974; Architekt Hans Jochen Feddersen; auf rautenförmigem Grundriss errichtete Hallenkirche als Beton-Backsteinbau mit Holzbalkendecke unter flachem Satteldach, dessen First über die Querachse der Raute verläuft, im Süden schließt der Glockenturm auf quadratischem Grundriss an - Schutzumfang: Kath. Kirche St. Marien - Begründung: Geschichtlich, Künstlerisch | weitere Fotos \| Fotos hochladen |
| 2720 Wikidata  | Sandwall 11 (54° 41′ 22″ N, 8° 34′ 15″ O)     | Wohnhaus                           | In dem Haus am Sandwall 11 wohnte und arbeitete von 1904 bis 1954 der Arzt Carl Haeberlin: Badearzt, Meeresheilkundler und Gründer des Wyker Friesenmuseums. Alteintragung (Aktualisierung vorgesehen) - Begründung: Alteintragung (Aktualisierung vorgesehen) - Schutzumfang: Alteintragung (Aktualisierung vorgesehen) - Denkmaltyp: Bauliche Anlage | weitere Fotos \| Fotos hochladen |

## Gründenkmale
| Objekt-ID      | Lage                                          | Offizielle Bezeichnung | Beschreibung | Bild                             |
| -------------- | --------------------------------------------- | ---------------------- | --- | -------------------------------- |
| 2820 Wikidata  | Boldixum (54° 41′ 46″ N, 8° 33′ 3″ O)         | Kirchhof mit Steinwall | Der Friedhof der evangelisch-lutherischen Kirchengemeinde St. Nicolai umgibt die St. Nicolai-Kirche. Alteintragung (Aktualisierung vorgesehen) - Begründung: geschichtlich, Kulturlandschaft prägend - Schutzumfang: Kirchhof mit Steinwall, Grabmale bis 1870 - Denkmaltyp: Gründenkmal, Sachgesamtheit: Kirche St. Nicolai | weitere Fotos \| Fotos hochladen |
| 4048 Wikidata  | Gmelinstraße 25 (54° 40′ 52″ N, 8° 32′ 58″ O) | Kurpark                | Der Nordsee-Kurpark wurde 1898 als Windschutz und Erholungsangebot für die Sanatoriumsgäste von Dr. Gmelin angelegt, Architekt: August Endell. Umgestaltung ab 1900, seit 1983 im Besitz der Stadt Wyk. Alteintragung (Aktualisierung vorgesehen) - Begründung: geschichtlich, wissenschaftlich, städtebaulich - Schutzumfang: gesamtes Objekt - Denkmaltyp: Gründenkmal                                                        | weitere Fotos \| Fotos hochladen |
| 23726 Wikidata | Siedlerweg (54° 43′ 21″ N, 8° 35′ 14″ O)      | Boldixumer Entenkoje   | Anlage zum Fangen von Wildenten; im Kern 1876; quadratisches, von einem Wassergraben eingefasstes Grundstück mit Süßwasserteich, Kanälen (sog. Fangpfeifen) und Wohnhaus des Kojenwärters (kleiner reetgedeckter Backsteinbau) - Begründung: geschichtlich, wissenschaftlich, Kulturlandschaft prägend - Schutzumfang: Boldixumer Entenkoje, Wassergraben, Kojenteich mit fünf Fangpfeifen, Kojenhaus - Denkmaltyp: Gründenkmal | BW                               |